# 荷葉先師
荷葉先師，或作荷葉仙師，又稱芋葉仙師，華人土木業界的守護神。
一說傳說匠師以荷葉測試，觀察葉子被烤焦的程度，作為瓦片是否出爐的依據。